# Varga Lili
Varga Lili (Budapest, 1991. július 19. –) Domján Edit-díjas magyar színésznő.

## Pályafutása
Édesanyja, Horváth Olívia, a Nemzeti Stúdióba járt, és bár nem ezt a szakmát választotta, lányával együtt készült a szavaló és versmondó versenyekre. Apai nagyapja, Varga Gyula színművész, táncos-komikus, Jászai Mari-díjas, kétszeres Déryné-díjas színművész. Későbbi pályafutására ők voltak hatással.
Dunakeszin nőtt föl, ahol a Hoványné Martikán Erika vezette színjátszó kör tagja volt. Tanulmányait előbb a Bárdos Lajos Általános Iskola, majd a Vörösmarty Gimnázium dráma tagozatán folytatta. Csatlakozott a gimnáziumban működő MoTus mozgásszínházi társuláshoz.
Mielőtt valóban felvették volna az egyetemre, egy éven át több helyen is dolgozott: vendéglátóiparban, hipermarketben, kereskedelemben. E mellett részt vett a Platform 11+ Európai Uniós együttműködés keretében a Kolibri Színházban, Vidovszky György rendezésében a Tasnádi István: Cyber Cyrano című, igaz történet alapján készült színdarabban. 2011-ben a darab megnyerte a VI. Gyermekszínházi Szemle versenyprogramjában a rendezvény egyik fődíját, az Üveghegy-díjat.
2011–2016 között a Színház- és Filmművészeti Egyetem színész hallgatója volt Bagossy László, Pelsőczy Réka és Rába Roland osztályában. Szakmai gyakorlatát a Kolibri Színházban, a Budapest Bábszínházban, az Örkény Színházban és a Vörösmarty Színházban töltötte. Szakdolgozatát Kapunyitás: barangolás egy pályakezdő színésznő gondolataiban címmel a magyar színésznők pályakezdéseiről írta.
2016-2023 között a székesfehérvári Vörösmarty Színház tagja volt. E mellett szinkronizál, narrátorként hallható és filmekben is látható. 2023-2025 között szabadúszó. 2025-től a salgótarjáni Zenthe Ferenc Színház tagja.

## Díjai, elismerései
- 2005 – első helyezett – Dunakeszi városi versmondó verseny[12]
- 2009 – egyéni különdíj – Országos Diákszínjátszó Találkozó Pécs (az Alíz csodaországa és a S.O.R. című előadásokban nyújtott színészi munkáért)[13]
- 2007 – első helyezett: Vörösmarty versmondó verseny (Vörösmarty gimnázium) (A zsűri elnöke: Wiegmann Alfréd, zsűri Borbás Gabriella,Polgár Péter)
- 2008 – első helyezett: Vörösmarty versmondó verseny (Vörösmarty gimnázium) (A zsűri elnöke: Papp János színművész--a zsűri Dudás Dorottya e.a. Műv., Hajdú László szín.műv.)
- 2010 – II. helyezett, Polgármesteri díjban részesült. Sellei Zoltán városi versmondó verseny (Dunakeszi)[14]
- 2016 – Máthé Erzsi Alapítvány kuratóriumának ösztöndíja (Színház- és Filmművészeti Egyetem)[1]
- 2018 – Vörösmarty-gyűrű (Vörösmarty Színház)[15]
- 2015 – Stekovics Gáspár magyar festő, képzőművész, fotográfus.Képpel írott Színház c. könyvében szerepel / Stekovics Gáspár/
- 2018 – Vakler Lajos Penna Regia-díjas és Príma Primissima-különdíjas újságíró, szerkesztő-műsorvezető Fehérvári beszélgetések II. kötetében a Vörösmarty Színház női színésznői közül egyedül került be a riportja 58 riport közé.[16]
- 2020 – Domján Edit-díj
- 2022 - Az Évad színésze díj (Vörösmarty Színház).

## Tévés és filmes szerepei
- A Lyme – Egy régmúlt kór hajnalán (ismeretterjesztő film, 2014)[17]
- A levelek (magyar rövidfilm, 2017)
- Fibulák és fabulák – avagy leletek a régészetről – narrátor (magyar ismeretterjesztő tévéfilm sorozat, 2017)
- Turgenyev – Brian Friel: Apák és fiúk – A székesfehérvári Vörösmarty Színház előadása ,színész (magyar művészeti műsor, 180 perc)/ M5TV Színházi felvétel/ (Port.hu)
- Ítélet és kegyelem (2021)

## Színházi szerepei
A Színházi adattárban regisztrált bemutatóinak száma 2018. február 7-i lekérdezéskor: 20.
| MoTus Mozgásszínházi Egyesület                                                                      | Bábel                                                                                   | 2009-05-12     | VMG Pinceszínház/MoTus Mozgásszínházi Egyesület  | swing táncos                                                               | Holmann Brigitta                                           |                                                                                               |             |          |            |                                        |         |            |
| MoTus Mozgásszínházi Egyesület                                                                      | Mesehabbal fabulatánc                                                                   | 2010-07-08     | Vörösmarty Mihály Gimnázium Pinceszínház/MoTus   | egy mesehős (táncos)                                                       | Sípos Tamás Péter                                          |                                                                                               |             |          |            |                                        |         |            |
| Tasnádi István                                                                                      | Cyber Cyrano                                                                            | 2010-11-05     | Kolibri Pince                                    | Heni                                                                       | Vidovszky György                                           |                                                                                               |             |          |            |                                        |         |            |
| Caryl Churchill, Hamvai Kornél, Kákonyi Árpád                                                       | Az iglic                                                                                | 2013-10-30     | Budapest Bábszínház                              | Járókelő                                                                   | Tengely Gábor                                              |                                                                                               |             |          |            |                                        |         |            |
| Fischer Iván Krúdy regénye, Kossuth levelezése és Parti Nagy Lajos versei alapján                   | Vörös Tehén                                                                             | 2013-10-13     | Millenáris Park, Vígszínház, berlini Konzerthaus | tömeg szereplő (kórus, táncosok, megláncolt zsidó foglyok, őrök, közönség) | Ascher Tamás, Székely Kriszta                              |                                                                                               |             |          |            |                                        |         |            |
| William Shakespeare                                                                                 | Hamlet                                                                                  | 2014-03-21     | Örkény István Színház                            |                                                                            | Bagossy László                                             |                                                                                               |             |          |            |                                        |         |            |
| Molière                                                                                             | Tartuffe                                                                                | 2015-01-16     | Örkény István Színház                            | Flipote                                                                    | Bagossy László                                             |                                                                                               |             |          |            |                                        |         |            |
| Mohácsi Testvérek                                                                                   | E föld befogad avagy Számodra hely                                                      | 2014-10-03     | Örkény István Színház                            | Helga                                                                      | Mohácsi János                                              |                                                                                               |             |          |            |                                        |         |            |
| Mohácsi testvérek                                                                                   | A képzelt beteg                                                                         |                | Örkény István Színház                            | szereplő                                                                   | Mohácsi János                                              |                                                                                               |             |          |            |                                        |         |            |
| Alfred Jarry                                                                                        | Übü király avagy a lengyelek                                                            | 2014-07-11     | Örkény István Színház                            | színész                                                                    | Mácsai Pál                                                 |                                                                                               |             |          |            |                                        |         |            |
| Térey János                                                                                         | Nibelungbeszéd                                                                          | 2014-04-05     | Ódry Színpad – Padlás                            | Gerda                                                                      | Rába Roland                                                |                                                                                               |             |          |            |                                        |         |            |
| Borbély Szilárd                                                                                     | Nincstelenek                                                                            | 2014-09-19     | Ódry Színpad                                     | színész                                                                    | Máté Gábor                                                 |                                                                                               |             |          |            |                                        |         |            |
| Gerhart Hauptmann                                                                                   | A bunda                                                                                 | 2014-11-20     | Ódry Színpad                                     | Leontine                                                                   | Pelsőczy Réka                                              |                                                                                               |             |          |            |                                        |         |            |
| William Shakespeare                                                                                 | Macbeth                                                                                 | 2015-11-07     | Ódry Színpad                                     | színész vizsga                                                             | Hargitai Iván                                              |                                                                                               |             |          |            |                                        |         |            |
| Tóth Ede                                                                                            | A falu rossza                                                                           | 2015-07-09     | Kőszegi Várszínház                               | Boriska                                                                    | Znamenák István                                            |                                                                                               |             |          |            |                                        |         |            |
| Reginald Rose                                                                                       | Tizenkét dühös ember                                                                    | 2015-10-10     | Vörösmarty Színház                               | 11. esküdt                                                                 | Cserhalmi György                                           |                                                                                               |             |          |            |                                        |         |            |
| Oleg Presznyakov, Vlagyimir Presznyakov                                                             | Terrorizmus                                                                             | 2015-10-01     | Vörösmarty Színház                               | színész                                                                    | Bagó Bertalan                                              |                                                                                               |             |          |            |                                        |         |            |
| William Shakespeare                                                                                 | A velencei kalmár                                                                       | 2016-02-13     | Vörösmarty Színház                               | Jessica                                                                    | Bagó Bertalan                                              |                                                                                               |             |          |            |                                        |         |            |
| Robert Musil                                                                                        | A rajongók                                                                              |                | Vörösmarty Színház                               | Regine,F.sz.                                                               | Szikora János                                              |                                                                                               |             |          |            |                                        |         |            |
| Vajda Katalin                                                                                       | Anconai szerelmesek                                                                     | 2016-07-17     | Vörösmarty Színház                               | Viktória a magyar lány                                                     | Lendvai Zoltán                                             |                                                                                               |             |          |            |                                        |         |            |
| Háy János                                                                                           | A Herner Ferike faterja                                                                 | 2016-09-29     | Vörösmarty Színház                               | Marika                                                                     | Bagó Bertalan                                              |                                                                                               |             |          |            |                                        |         |            |
| Kricsár Kamill                                                                                      | Hópehely hercegnő                                                                       | 2016-11-26     | Vörösmarty Színház                               | Hóphely hercegnő,,f.sz.                                                    | Derzsi János-Kerkay Rita, Kricsár Kamill, Varga Lili       |                                                                                               |             |          |            |                                        |         |            |
| Musil                                                                                               | A rajongók                                                                              | 2016-04-23     | Vörösmarty Színház                               | Regine                                                                     | Szikora János                                              |                                                                                               |             |          |            |                                        |         |            |
| Brian Friel                                                                                         | Apák és fiúk                                                                            | 2017-01-21     | Vörösmarty Színház                               | Dunyasa                                                                    | Bagó Bertalan                                              |                                                                                               |             |          |            |                                        |         |            |
| Márton László                                                                                       | Carmen                                                                                  | 2017-03-04     | Vörösmarty Színház                               | Dohánygyári munkásnő,Démon                                                 | Horváth Csaba                                              |                                                                                               |             |          |            |                                        |         |            |
| Georges Feydeau                                                                                     | A Hülyéje                                                                               | 2017-07-16     | Vörösmarty Színház ---Szárazrét nyári játékok    | Armandine/Charlotte                                                        | Widder Kristóf                                             |                                                                                               |             |          |            |                                        |         |            |
| Kricsár Kamill                                                                                      | Mese a Látóhegyről                                                                      | 2017-09-17     | Székesfehérvár Pelikán Kamara Színház            | Szivárvány f.sz./és a darab koreográfusa /                                 | Kricsár Kamill                                             |                                                                                               |             |          |            |                                        |         |            |
| Gerge Büchner                                                                                       | Leonce és Léna                                                                          | 2017-10-07     | Székesfehérvár Pelikán Kamara Színház            | Rosetta                                                                    | Kovács D. Dániel                                           |                                                                                               |             |          |            |                                        |         |            |
| Arany János ,Kodály Zoltán műveiből                                                                 | Géniuszok kézfogója                                                                     | 2017-10-22     | Vörösmarty Színház irodalmi kávézó               | versmondó ,színész                                                         | Sághy Tamás                                                |                                                                                               |             |          |            |                                        |         |            |
| Felvidéki Judit filmrendezőnő mint író:                                                             | Egyszer volt, hol nem lesz /könyvbemutató/                                              | 20217-11-27    | Nyitott Műhely                                   | közreműködő színész                                                        | Felvidéki Judit                                            |                                                                                               |             |          |            |                                        |         |            |
| Jon Fosse                                                                                           | Halál Thébában                                                                          | 2017-12-15     | Vörösmarty Színház Kozák András stúdió           | /f.sz/ Iszméne                                                             | Horváth Csaba                                              |                                                                                               |             |          |            |                                        |         |            |
| Szabó Magda                                                                                         | Régimódi Történet                                                                       | 2018-02-10     | Vörösmarty Színház Nagyszínpad                   | Gizella                                                                    | Tasnádi István                                             |                                                                                               |             |          |            |                                        |         |            |
| Murakami Haruki                                                                                     | Kafka a tengerparton                                                                    | 2018-04-07     | Vörösmarty Színház                               | /Szoga/ nőjogi aktivista                                                   | Szikora János                                              |                                                                                               |             |          |            |                                        |         |            |
| Jhon Kander-Fred Ebb-Bob Fosse                                                                      | CHICAGO                                                                                 | 2018-09-22     | Vörösmarty Színház Nagyszínpad                   | Kitty,-- Lize, és táncos                                                   | Horváth Csaba                                              |                                                                                               |             |          |            |                                        |         |            |
| Madách Imre                                                                                         | .Az Ember Tragédiája I.                                                                 | 2018-12-01     | Vörösmarty Színház Nagyszínpad                   | Stínész                                                                    | Sikora János, Bagó Bertalan, Horváth Csaba, Hargitai Iván  |                                                                                               |             |          |            |                                        |         |            |
| Vegyes...különböző Költők,írók,zeneszerzők darabjaiból                                              | Színdarabok 200 éve                                                                     | 20118-12-07    | Vörösmarty Színház Nagyszínpad                   | Színész                                                                    | Szikora János-bagó Bertalan                                |                                                                                               |             |          |            |                                        |         |            |
| Kortárs Költők                                                                                      | Vörösmarty szalon és díjátadó a költő 118. évfordulóján                                 | 2018-12-13     | Vörösmarty Irodalmi szalon                       | Versmondó                                                                  | Varga lili, Kricsár Kamill                                 |                                                                                               |             |          |            |                                        |         |            |
| Improvizálás, interaktiv játék                                                                      | Társasjáték                                                                             | 2019-03-14     | Pelikán színház terem                            | Színész ..Lili                                                             | Kozáry Ferenc                                              |                                                                                               |             |          |            |                                        |         |            |
| Esterházy Péter                                                                                     | Mercedes Benz                                                                           | 2019-04-13     | Nagyszínpad                                      | Első szerető-Vilma                                                         | Szikora János                                              |                                                                                               |             |          |            |                                        |         |            |
| Tennessee Williams                                                                                  | A VÁGY NEVŰ VILLAMOS                                                                    | 2019-05-05     | Kozák András Stúdió sz.p                         | Stella/azaz Csilla                                                         | Bagó Bertalan                                              |                                                                                               |             |          |            |                                        |         |            |
| Rita Zimmer-Wolfgang Kohlhaase                                                                      | Hal négyesben                                                                           | 2019-07-11     | Szárazrét Szabadtéri színház                     | Cecília                                                                    | Kozáry Ferenc                                              |                                                                                               |             |          |            |                                        |         |            |
| Matuz János                                                                                         | Székesfehérvár Koronázási napok Nyitány /A Tűzben született táncos dráma/               | 2019-08-09     | Székesfehérvár Országalmánál                     | Szent Margit                                                               | Matuz János                                                |                                                                                               |             |          |            |                                        |         |            |
| Szikora János                                                                                       | Székesfehérvár Koronázási Szertartás játék!- IV Béla az Élet magja                      | 2019-08-17     | Nemzeti Emlékhely                                | Szent Margit                                                               | Szikora János                                              |                                                                                               |             |          |            |                                        |         |            |
| Ljudmila Ulickaja - Színpadra írta Selmeczi Bea                                                     | Odaadó hívetek Surik                                                                    | 2020-01-10     | Székesfehérvár Pelikán Terem                     | Vera Alekszandrovna                                                        | Kerkay Rita                                                |                                                                                               |             |          |            |                                        |         |            |
| Hadar Galron                                                                                        | Mikve a Megtisztulás fürdője                                                            | 2020-03-07     | Székesfehérvár Pelikán terem                     | Michal/Miki                                                                | Telihay Péter                                              |                                                                                               |             |          |            |                                        |         |            |
| Szikora János                                                                                       | IV (Kun László)-Az összetört gyémánt                                                    | 2020-08-21     | Székesfehérvár Aranybulla Emlékhely              | Édua                                                                       | Szikora János                                              |                                                                                               |             |          |            |                                        |         |            |
| Marc Camoletti                                                                                      | Boeing,Boeing Leszállás Párizsban                                                       | 2020-10-10     | Székesfehérvár Vörösmarty Színház Nagy Színpad   | Judith                                                                     | Bagó Bertalan                                              |                                                                                               |             |          |            |                                        |         |            |
| Darvasi László, Márton László, Tasnádi István, Závada Pál                                           | Az ember Tragédiája.2                                                                   | 2021-09-25     | Székesfehérvár Vörösmarty Színház                | Színész                                                                    | Szikora János, Bagó Bertalan, Horváth Csaba, Hargitai Iván |                                                                                               |             |          |            |                                        |         |            |
| Gyurkó László                                                                                       | A Búsképű Lovag, Don Quijote de la Mancha szörnyűséges kalandjai és gyönyörűszép halála | 2021-10-30     | Vörösmarty Színház Kozák András stúdió           | Színész                                                                    | Bagó Bertalan                                              | Szophoklész: Antigoné - Iszméné. Rendező Nagy Pétert - Vörösmarty Színház Kozák András Stúdió | Szophoklész | Antigoné | 2022-02-05 | Vörösmarty Színház Kozák András Stúdió | Iszméné | Nagy Péter |
| Szakonyi Károly                                                                                     | Adáshiba                                                                                | 2022-05-21     | Játékszín Budapest                               | Saci                                                                       | Bagó Bertalan                                              |                                                                                               |             |          |            |                                        |         |            |
| Keller Zsuzsa-Felvidéki Judit                                                                       | Toprongyozó                                                                             | 2022 06 24     | RS9-SZH                                          | Dórika kamasz lány 1(6 éves)                                               | Felvidéki Judit                                            |                                                                                               |             |          |            |                                        |         |            |
| Szikora János                                                                                       | III András az utolsó aranyágacska                                                       | 2022-08-27     | Koronázási Emlékhely                             | Boldog Erzsébet                                                            | Szikora János                                              |                                                                                               |             |          |            |                                        |         |            |
| W. Shakespeare                                                                                      | Julius Caesar                                                                           | 2022-10-08     | Vörösmarty Színház                               | Lucius                                                                     | Bagó Bertalan                                              |                                                                                               |             |          |            |                                        |         |            |
| Szikora János                                                                                       | III.András az utolsó aranyágacska                                                       | 2022-08-27     | Székesfehérvár Koronázási tér                    | Boldog Erzsébet                                                            | Szikora János                                              |                                                                                               |             |          |            |                                        |         |            |
| Totth Benedek                                                                                       | A Jeruzsálemi Király                                                                    | 2023-04-15     | Vörösmarty Színház                               | Rebeka                                                                     | Horváth Csaba                                              |                                                                                               |             |          |            |                                        |         |            |
| Szerző: Szirmai Albert - Bakonyi Károly - Gábor Andor - Békeffy István - Kaszó Elek - Juhász István | Mágnás Miska                                                                            | 2023-05-27     | Vörösmarty Színház                               | Stefánia grófnő                                                            | Telihay Péter                                              |                                                                                               |             |          |            |                                        |         |            |
| Bereményi Géza- Kovács Krisztina                                                                    | Apacsok                                                                                 | 2023-07-28, 29 | Veszprém Agóra Kultúrális központ                | Kata,Edit,                                                                 | Bagó Bertalan                                              |                                                                                               |             |          |            |                                        |         |            |
| Selmeczi Bea                                                                                        | Három és fél nővér                                                                      | 2023-10-07     | Pinceszínház                                     | Irina                                                                      | Telihay péter                                              |                                                                                               |             |          |            |                                        |         |            |
| Visky András                                                                                        | Kitelepítés                                                                             | 2023 12.04     | Óbudai Társaskör                                 | Julia (anya)                                                               | Árkosi Árpád                                               |                                                                                               |             |          |            |                                        |         |            |
| John Chapman - Ray Cooney                                                                           | Ne most drágám                                                                          | 2024.04.-06    | Vörösmarty Színház                               | Janie McMichael                                                            | Telihay Péter                                              |                                                                                               |             |          |            |                                        |         |            |
| Herczeg Ferenc                                                                                      | Kék róka                                                                                | 2025.03.28     | Vörösmarty Színház                               | Lencsi                                                                     | Bagó Bertalan                                              |                                                                                               |             |          |            |                                        |         |            |
| Fejes Endre                                                                                         | Jó estét nyár, Jó estét szerelem                                                        | 2025 07.17     | Zenthe Ferenc Színház                            | Juhász Katalin                                                             | Bozó Andrea                                                |                                                                                               |             |          |            |                                        |         |            |

## Szinkronszerepei
| Cím                          | Évszám                                                   | Rendező           | Szinkron stúdió                                            | Játszott szerep                                                                            |  |
| ---------------------------- | -------------------------------------------------------- | ----------------- | ---------------------------------------------------------- | ------------------------------------------------------------------------------------------ |  |
| Cult of Chucky               | 2017                                                     | Don Mancini       | 1.magyar változat (szinkron) 2017 Mafilm Audio Kft         | Jennifer Tilly Tiffany Valentine                                                           |  |
| Everest (Everest)            | 2015                                                     | Baltasar Kormákur | 1. magyar változat (szinkron) [2015-ben Mafilm Audio Kft.] | Elizabeth Debicki (doktornő)                                                               |  |
| Bádogtepsi (My Zinc Bed)     | 2008                                                     | Anthony Page      | 1. magyar változat (szinkron) [2015-ben Mafilm Audio Kft.] |                                                                                            |  |
|                              | 2016 után lévő rengeteg szinkronmunkát nem részletezzük, | 2016-tól          | ISzDb – Internetes Szinkron Adatbázis                      | az adatbázisban elvileg a szinkron munkák megtalálhatók. (bejegyzést tettük 2019. 05. 29.) |  |
| Jelentősbb szinkron szerepei | Varga Lili                                               | Hivatalos oldalán | Részletekkel bemutatva                                     | látható hallható                                                                           |  |